# Sceaux-sur-Huisne
Sceaux-sur-Huisne è un comune francese di 600 abitanti situato nel dipartimento della Sarthe nella regione dei Paesi della Loira.

## Società

### Evoluzione demografica
Abitanti censiti